# Mean Girl
Ne doit pas être confondu avec [[:Mean girl (stéréotype) (en)]].
Singles de Status Quo
Paper Plane
(1972) Gerdundula
(1973)
Mean Girl est une chanson du groupe anglais Status Quo qui fit l'objet d'un single.

## Historique
Bien qu'enregistrée en 1971 pour l'album Dog of Two Head, Mean Girl ne sortira qu'en février 1973. Le label Pye Records profita du succès de l'album Piledriver et de son single Paper Plane, pour ressortir ce titre dans le but évident d'encaisser un maximum d'argent.
L'opération fut un succès car le single resta 11 semaines dans les charts britanniques où il atteindra la 20e place.
Cette réédition et le succès de ce single marquera le début du programme de réédition, incessant depuis 1973, du matériel que Status Quo enregistra pour le label Pye entre 1966 et 1971.
Le titre de la face B, Everything, provient de l'album Ma Kelly's Greasy Spoon.

## Liste des titres
- Face A: Mean Girl (Francis Rossi / Robert Young - 3:53
- Face B: Everything (Rick Parfitt / Rossi) - 2:35

## Musiciens du groupe
- Francis Rossi : chant, guitare solo
- Rick Parfitt : chant, guitare rythmique.
- Alan Lancaster : basse.
- John Coghlan : batterie, percussions.

## Charts
| Date       | Chart            | durée du classement | Position |
| ---------- | ---------------- | ------------------- | -------- |
| 14/04/1973 | UK Singles Chart | 11 semaines         | 20e      |
| 18/06/1973 | Single Top 100   | 1 semaine           | 40e      |